# Hatten är din
 Hatten er din, også kaldet Hatten, er en svensk, animeret, humoristisk musikvideo, et af flere såkaldte Turkhits fra år 2000. Den efterfulgte Ansiktsburk skrevet af samme kunstner. Videoen blev kendt gennem Internettet, hvor den blev et stort hit på YouTube.
Videoen er udført som Macromedia Flash af Martin Holmström til tonerne af den libanesiske musiker Azar Habibs sang Miin Ma Kenti/Habbaytek (Jag älskade dig eller Jag förälskade mig i dig) fra albummet Ya Malaki, indspillet i 1981. Seksten år senere bemærkede Patrik Nyberg, Johan Gröndahl og Pet Bagge, at teksten lød som svensk og offentliggjorde en mp3-fil og en tekstfil på deres website med et bud på deres ”undersættelse”.
Martin Holmström fandt ideen morsom og besluttede at skabe en ‘’flash video’’ baseret på sangen. Den svenske tekst er skrevet, således at den fonetisk ligner den arabiske originaltekst. Den blev lagt op på YouTube og er blevet set af millioner hele verden rundt.
I Sverige opnåede sangen nærmest kultstatus og var i mange år et fast indslag ved ungdomsfester.